# Nattvarden (konst)
Nattvarden är den sista måltid som Jesus delade med sina apostlar på torsdagsaftonen före sitt lidande och åtföljande korsfästelse. Den har inom den västerländska konsten varit ett populärt motiv. Detta är ett urval av konstverk:

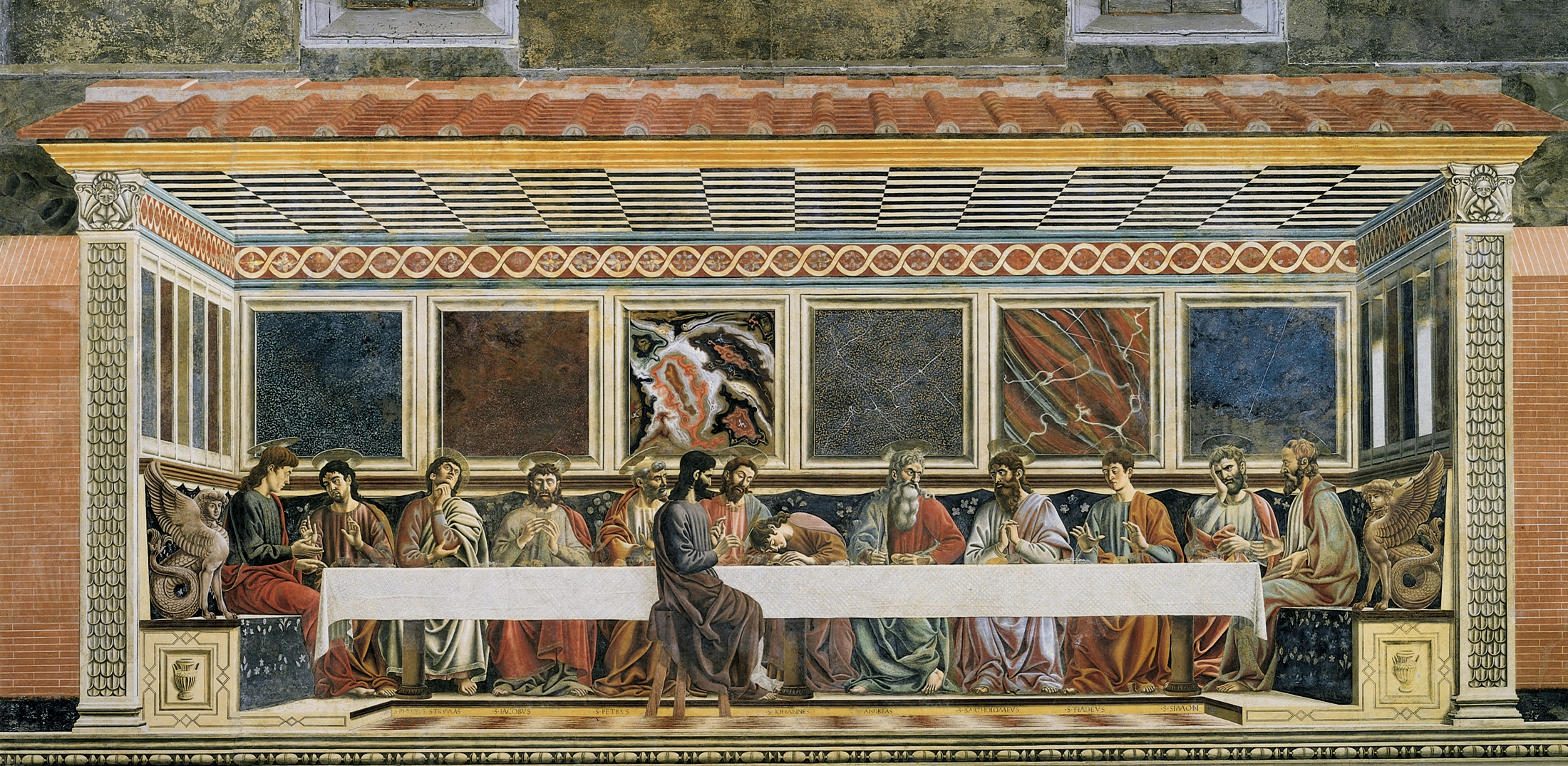
Nattvarden av Andrea del Castagno i Sant'Apollonia i Florens.

- Nattvarden, fresk från cirka 1320–1330 av Pietro Lorenzetti i Sankt Franciskus basilika i Assisi
- Nattvarden, fresk från cirka 1445–1450 av Andrea del Castagno i Sant'Apollonia, Florens
- Nattvarden, centralpanel i altaret i Sint-Pieterskerk, Leuven från cirka 1464 av Dirk Bouts
- Nattvarden, fresk från cirka 1480 av Domenico Ghirlandaio i Ognissantikyrkan, Florens
- Nattvarden, muralmålning från cirka 1495–1498 av Leonardo da Vinci i Santa Maria delle Grazie, Milano
- Nattvarden, detalj i ett skulpterat träaltare från cirka 1501–1505 av Tilman Riemenschneider i Jakobskirche, Rothenburg ob der Tauber i Bayern
- Nattvarden, oljemålning på duk från 1542 av Jacopo Bassano i Galleria Borghese i Rom
- Nattvarden målning från cirka 1592–1594 av Tintoretto i San Giorgio Maggiore i Venedig
- Nattvarden, målning från cirka 1640 av Nicolas Poussin, utförd för slottet i Versailles, nu på Louvren i Paris
- Nattvarden, målning av Philippe de Champaigne (1602–1674)
- Nattvarden, ikonmålning från 1685 av Simon Ushakov
- Nattvarden, målning från 1861 av Nikolai Ge
- Nattvarden, målning från 1909 av Emil Nolde
- El sacramento de la Última Cena eller The Sacrament of the Last Supper, Lonesome Echo, målning från 1955 av Salvador Dalí

Det finns även ett antal parafraser, främst av Leonardos Nattvarden:
- Some Living American Women Artists/Last Supper, fotografi från 1971 av Mary Beth Edelson med Georgia O'Keeffe på den centrala platsen som Jesus.
- Yo Mama's Last Supper, fotokollage från 1999 av Renée Cox